# Bundesstraße 189
De Bundesstraße 189 (ook wel B189) is een weg in de Duitse deelstaten Saksen-Anhalt en Brandenburg.
Ze begint bij Wittstock/Dosse en loopt verder langs de steden Pritzwalk, Perleberg, Wittenberge, Stendal, Wolmirstedt en verder naar Maagdenburg. De B189 is ongeveer 162 km lang.

## Routebeschrijving
Brandenburg
De B189 begint in Wittstock/Dosse kruist eerst bij afrit Wittstock de A19 en daarna bij afrit Pritzwalk de A24n. De B189 loopt langs Pritzwalk waar ze samenloopt met de B103, Perleberg waar ze samenloopt met de B5. De B189 loopt langs Wittenberge, waar ze de Elbe en de deelstaatgrens met Saksen-Anhalt kruist.
Saksen-Anhalt
Ze loopt verder langs de stad Wittenberge, Seehausen en Osterburg, Stendal waar ze samenloopt met de B188. De B189 loopt naar afrit Tangerhütte waar aansluit op de A14
Vervanging
Tussen afrit Tangehütte en afrit Wolmirstedt is ze vervangen door de A14.
Voortzetting
De B189 begint weer bij afrit Wolmirstedt, loopt langs Wolmirstedt en Barleben naar afrit Magdeburg-Nord waar ze de A2 kruist komt ze in Maagdenburg en gaat ze in het noorden van Maagdenburg over in de B71.
B1 · B2 · B4 · B6 · B6n · B7 · B19 · B27 · B62 · B71 · B71n · B79 · B80 · B81 · B84 · B85 · B86 · B87 · B88 · B89 · B90 · B91 · B92 · B93 · B94 · B95 · B96 · B97 · B98 · B99 · B100 · B101 · B107 · B115 · B156 · B169 · B170 · B171 · B172 · B172a · B172b · B173 · B174 · B175 · B176 · B178 · B180 · B181 · B182 · B183 · B183a · B184 · B185 · B186 · B187 · B187a · B188 · B189 · B190 · B190n · B242 · B243 · B244 · B245 · B245a · B246 · B246a · B247 · B248 · B248a · B249 · B250 · B278 · B280 · B281 · B282 · B283 · B285
B1 · B2 · B4 · B5 · B75 · B76 · B77 · B87 · B96 · B96a · B96b · B97 · B101 · B102 · B103 · B104 · B105 · B106 · B107 · B108 · B109 · B110 · B111 · B112 · B112n · B113 · B115 · B122 · B156 · B158 · B166 · B167 · B168 · B169 · B179 · B182 · B183 · B187 · B188 · B189 · B190n · B191 · B192 · B193 · B194 · B195 · B196 · B197 · B198 · B199 · B200 · B201 · B202 · B203 · B204 · B205 · B206 · B207 · B208 · B209 · B246 · B320 · B321 · B404 · B430 · B431 · B432 · B434 · B435 · B495 · B501 · B502 · B503